# Mette Breuning
Mette Breuning Nielsen, född 10 juli 1996, är en dansk volleybollspelare (center). Hon spelar för Brøndby VK och Danmarks damlandslag.
Breuning Nielsen kommer från en volleybollfamilj. Hon började sin karriär i VK Fortuna Odense, där hon de första åren spelade tillsammans med sin mor Jette Breuning. Hon har även en bror, Rasmus Breuning Nielsen, som spelar med Danmarks herrlandslag. Breuning Nielsen gick över till Brøndby VK 2017. Hon blev dansk mästare med klubben 2017/2018 och 2021/2022. Hon har spelat med landslaget på både junior- och seniornivå.